# ウラルトゥ・アッシリア戦争
ウラルトゥ・アッシリア戦争（Urartu–Assyria War）は、紀元前714年ごろに始まったウラルトゥ王国と新アッシリア帝国の間の紛争。アッシリア王のサルゴンはウラルトゥの奥深くまで攻め込み、多くの勝利を挙げた。サルゴンの死後、ウラルトゥは反撃して領土を回復、アッシリア領の一部を占領したが、後継者が大敗し、ウラルトゥはアッシリアの従属国になった。

## 背景
鉄器時代のウラルトゥ王国は、紀元前9世紀半ばから台頭してきた。この新興国は1世紀たらずのうちに、現在アルメニア高原として知られている地域の大部分を征服した。しかしその結果、アッシリア王ティグラト・ピレセル3世は、ウラルトゥ王国の台頭を自国の安全保障に対する重大な懸念とみなすようになった。アッシリアの指導層は、若い王国と直接対決してこの脅威を除かねばならないと考えた。

## サルゴン2世によるウラルトゥ遠征

前715年-前713年のウラルトゥの地図。キンメリア人の前715年の侵攻、およびサルゴン2世の前714年の遠征ルートを描いている。

前715年、ウラルトゥは多数の敵によって極めて弱体化していた。まず、ウラルトゥ王ルサ1世のキンメリア人（コーカサス中心部のインド・ヨーロッパ語を使用する遊牧民）に対する遠征では敗れ、最高司令官が捕虜となり、王は戦場から逃亡するという惨憺たる結果に終わった。キンメリア人はこの勝利に加えてウラルトゥを攻撃し、王国の奥深く、南東のオルーミーイェ湖（ウルミヤ湖）まで侵入した。同年、オルーミーイェ湖の周囲に居住しウラルトゥに臣属していたマンナエ人がウラルトゥから離反し反乱を起こしたため、それを鎮圧する必要もあった（前716年のアッシリアによる彼らへの攻撃を切っ掛けとする）。
サルゴン2世は恐らく、ルサ1世がキンメリア人に敗北したという報せを受けてウラルトゥが弱体化したことを感じ取った。ルサ1世はサルゴン2世がウラルトゥに侵攻しようとしているであろうことに気付いており、恐らくマンナエ人に対する勝利の後、軍の大半をオルーミーイェ湖付近に残していた。これは、この湖がアッシリアの国境に近かったためである。ウラルトゥは以前にアッシリアの脅威を受けていたため、南の国境は無防備な状態ではなかった。アッシリアからウラルトゥの中核地帯への最短ルートはタウルス山脈のKel-i-šinの道を通るものであった。全ウラルトゥで最も重要な土地の1つである聖地ムサシルはこのルートのすぐに西に位置しており広範囲の防衛体制が必要であった。この防衛体制は要塞線からなっており、サルゴン2世に対する攻撃の準備中、ルサ1世はゲルデソラフ（Gerdesorah）と呼ばれる新たな要塞の建設を命じた。ゲルデソラフは小さかったが、95×81メートルの大きさを持ち、戦略上重要な周囲の地形から55メートル高い丘に配置され、2.5メートルの厚さを持つ分厚い城壁と防御用の塔が供えられていた。ゲルデソラフの弱点の1つは、未だ建設作業が完了しておらず、前714年の7月半ば頃に建設が始まったばかりであったことである。

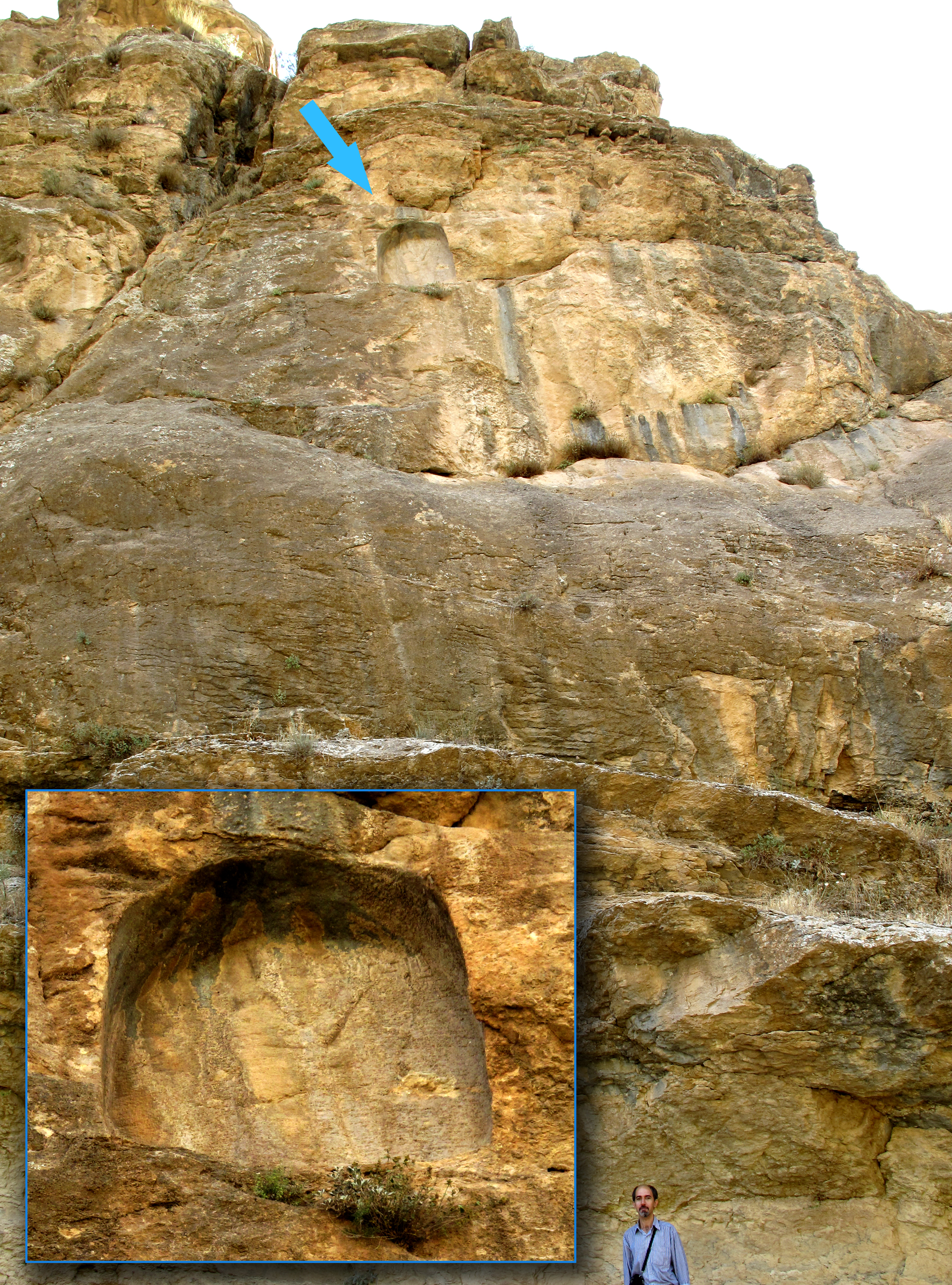
Tang-i Varの峠にあるサルゴン2世の碑文。I現在のイラン、ハウラーマーンのタンギヴァール村にある。

サルゴン2世は前714年にウラルトゥを攻撃するためカルフを出立した。190キロメートル離れたKel-i-šinの峠に到達するには少なくとも10日必要であった。この峠はウラルトゥに入るための最も早い道であったが、サルゴン2世はこの道を選ばず軍を大ザブ川と小ザブ川を3日にわたって進み大山のクラー山（Kullar、位置は不明）で停止した後、ケルマーンシャーを経由して遠回りのルートでウラルトゥを攻撃することを決定した。この理由は恐らく、ウラルトゥの要塞線を恐れたのではなく、ウラルトゥがアッシリア軍はKel-i-šin峠を通って攻撃してくると見込んでいたことをサルゴンが知っていたためである。さらに、アッシリア軍は主として低地地帯で戦って来ており、山岳戦の経験はなかった。サルゴン2世はこの山の峠からの侵入を避けることで、ウラルトゥ側の経験が豊富な地形での戦闘を回避した。
サルゴン2世の決断はコストを要するものであった。遠回りのルートは軍全体が複数の山を越えなければならず、長大な距離と合わさって最短距離を行くよりも遠征を長期のものとした。この山道が雪で閉ざされない10月前までに作戦を完了する必要があったが、時間が足りなかったため、サルゴン2世はウラルトゥ及びその首都トゥシュパを完全に征服する計画を放棄することを余儀なくされた。
サルゴン2世はオルーミーイェ湖そばのギルザヌ（Gilzanu）の地に到着すると、軍営を置き次の行動を検討し始めた。サルゴン2世がゲルデソラフを迂回したということはウラルトゥ側にとっては元々あった防衛計画を放棄し、オルーミーイェ湖の西と南に新たな要塞を速やかに再編成し建設しなければならないことを意味した。この時点でアッシリア軍は困難で不慣れな地形を通って行軍して来ており、最近征服したばかりのメディアから補給と水を供給されてはいたが、疲労困憊していた。サルゴン2世自身の記録には「兵士たちの士気は衰え反抗的となり、余は彼らの疲労を癒すことはできず、彼らの喉の渇きを潤す水はなかった」とある。ルサ1世が軍を引き連れて防衛のために到着すると、サルゴン2世の兵士たちは戦うことを拒否した。サルゴン2世は降伏も退却もしないことを決定し、自分の身辺警護の兵士たちを呼び、彼らにルサ1世の軍のうち最も近い位置にいる部隊へのほとんど自殺的というべき攻撃を行わせた。この攻撃を受けたウラルトゥ軍の部隊は逃走し、アッシリア軍はサルゴン2世の個人的指導力に感銘を受け、突進し王の後を追って戦った。ウラルトゥ軍は撃破され退却し、アッシリア軍は彼らを西向きにオルーミーイェ湖を遥かに超えて追撃した。ルサ1世は、首都を防衛せずに山岳地帯に逃走した。
既に敵に勝利したことと、これ以上ルサ1世を追って山中に入ったりウラルトゥの奥地へ進軍した場合には自軍の兵士が反乱しかねないことを恐れ、サルゴン2世はアッシリアに撤退することを決断した。この帰途においてアッシリア軍はゲルデソラフを破壊し（この時点では恐らくゲルデソラフには基幹要員のみが残されていた）、さらにムサシル市を占領し略奪した。この聖なる都市の略奪を行った公的な理由は、その支配者ウルザナ（Urzana）がアッシリア軍を裏切ったことであったが、真の理由は恐らく経済的なものであった。ムサシルの大神殿、ハルディ神殿（ウラルトゥの戦争の神）は前3千年紀から崇拝を集めており、何世紀にもわたって奉納や寄付を受けていた。サルゴン2世はこの神殿の略奪とムサシルの宮殿の略奪の結果、その他の財宝の中からおよそ10トンの銀と1トン以上の金を確保した。サルゴン2世の碑文によれば、ウラルトゥ王ルサ1世はこのムサシルにおける略奪の報を受けると自殺した。

## ウラルトゥの反撃
紀元前706年にサルゴン王が亡くなった後、ルサ王の後継者であるアルギシュティ2世が大規模な反撃を開始した。彼の軍隊はアッシリア人を追い、戦前の国境を越えてイラン北西部のアッシリア植民地の奥深くまで進撃して、ウルミエ湖周辺の主要な町や都市であるムサシル、ウシュヌ（en:Ushnu）、テペ（en:Tepe）などを征服した。アルギシュティ2世の治世初期にウラルトゥが勝利した後、その治世の残りの期間と後継者であるルサ2世の統治期間全体を通じて、ウラルトゥは長い平和と経済的繁栄による「黄金時代」を謳歌した。
この頃、アナトリア周辺で活発に活動していたキンメリア人とウラルトゥは同盟していたようである。ルサ2世の統治期間はキンメリア人はヴァン湖周辺地域にあり、その連携について、アッシリア王エサルハドンが紀元前678年頃に懸念を抱いていた。

## アッシリアの勝利

その末期、紀元前610年から紀元前585年のウラルトゥとその周辺諸国との国境。

しかし、ルサ2世より後代の王は必ずしも成功できなかった。最終的にウラルトゥはアッシリアの従属国になり、この強力な帝国の北の国境の緩衝国として利用された。

## その後
どちらの国も戦後長くは続かなかった。アッシリアは紀元前627年以降、一連の激しい内戦に陥り、攻撃にさらされた。アッシリアの首都ニネヴェは、紀元前612年に、かつての敵対民族であるバビロニア、カルデア、メディア王国、ペルシア人、スキタイ人、キンメリア人の連合軍によって略奪・破壊され、アッシリアはついに紀元前609年までには滅亡した。その後、メディアとスキタイはウラルトゥに目を向けて、紀元前590年にこれを滅ぼした。